# Zec de la Croche
La Zec la Croche est une "zone d'exploitation contrôlée" (Zec), située au Québec dans la région de la Mauricie, au Canada.  Ce territoire public de chasse et pêche est situé à 18 km au nord de La Tuque et offre au public un territoire de 351,8 km2 et est gérée par l'Association Sacerf La Croche.

## Origine du nom
La zec de la Croche tire son nom de la rivière Croche, qui sert de limite Est à celle-ci.

## Géographie
La "Zec La Croche" a un territoire de 351,8 km2 et est située au nord-est du village de La Croche à La Tuque. La zec est située entre la rivière Croche à l'est et les rivières Saint-Maurice et Trenche à l'ouest. Elle comprend 97 lacs et la totalité de ceux-ci s'écoulent vers la rivière Saint-Maurice.
Pour ce qui est de la géologie, la zec fait partie des Laurentides dont l'altitude du territoire varie entre 156 et 447 m.
Cette ZEC a fait l’objet d’un roman de Maureen Martineau intitulé ZEC la Croche et paru chez Héliotrope .